# Jophora compactilis
Jophora compactilis är en insektsart som beskrevs av Metcalf 1955. Jophora compactilis ingår i släktet Jophora och familjen spottstritar. Inga underarter finns listade i Catalogue of Life.